# Bloomfield (Indiana)
Bloomfield es un pueblo ubicado en el condado de Greene en el estado estadounidense de Indiana. En el Censo de 2010 tenía una población de 2405 habitantes y una densidad poblacional de 674,35 personas por km².

## Geografía
Bloomfield se encuentra ubicado en las coordenadas 39°1′35″N 86°56′14″O / 39.02639, -86.93722. Según la Oficina del Censo de los Estados Unidos, Bloomfield tiene una superficie total de 3.57 km², de la cual 3.57 km² corresponden a tierra firme y (0%) 0 km² es agua.

## Demografía
Según el censo de 2010, había 2405 personas residiendo en Bloomfield. La densidad de población era de 674,35 hab./km². De los 2405 habitantes, Bloomfield estaba compuesto por el 98% blancos, el 0.46% eran afroamericanos, el 0.04% eran amerindios, el 0.62% eran asiáticos, el 0.04% eran isleños del Pacífico, el 0.12% eran de otras razas y el 0.71% pertenecían a dos o más razas. Del total de la población el 1.33% eran hispanos o latinos de cualquier raza.